# Saara Aalto

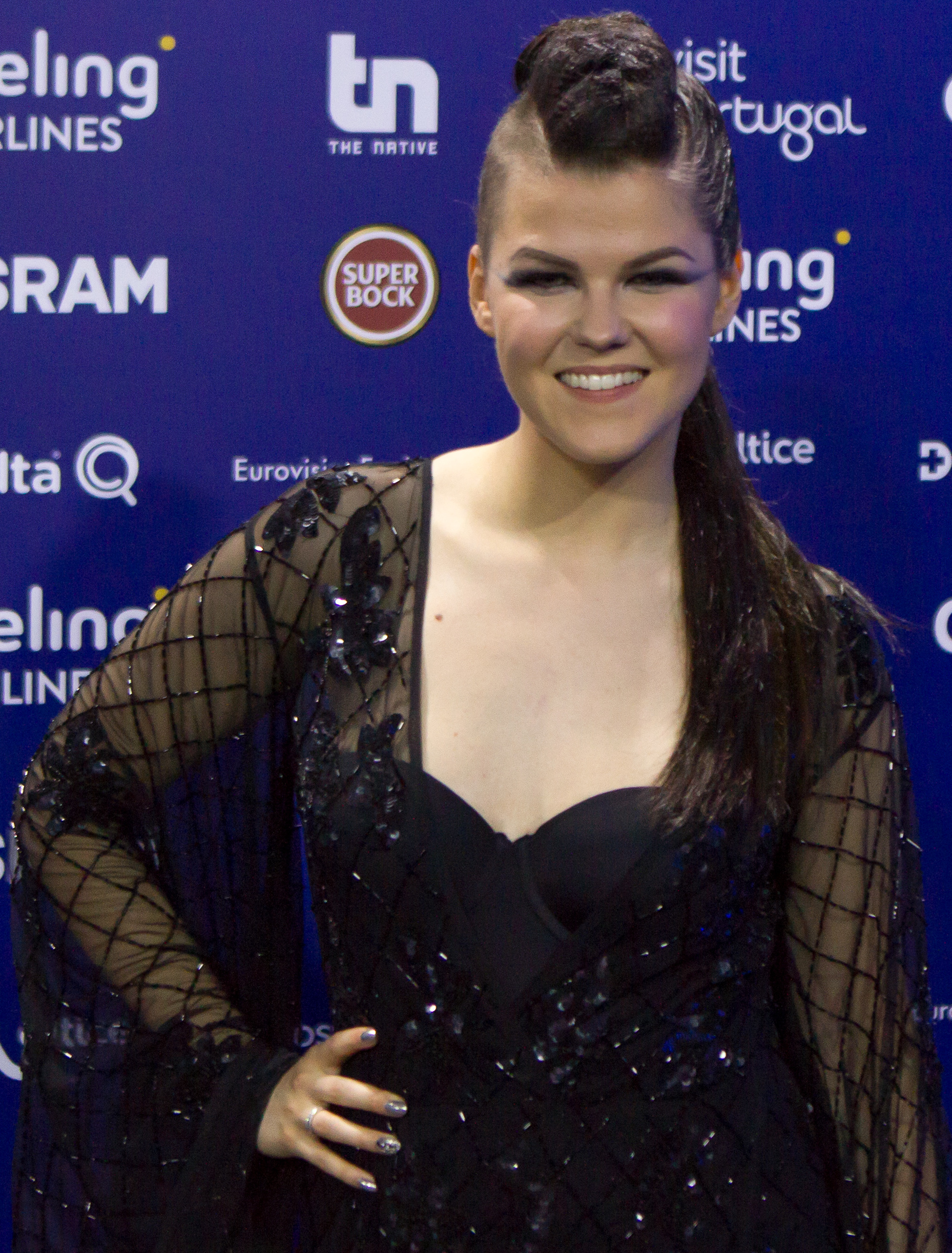
Aalto maj 2018.

Saara Sofia Aalto, född 2 maj 1987 i Uleåsalo, är en finländsk sångerska. Hon har tävlat i The Voice Finland, och finska Talang. Hon har hamnat på andra plats i finska uttagningen till Eurovision Song Contest, 2011 och 2016. Hon medverkade år 2016 i brittiska The X Factor med Sharon Osbourne som mentor. I tävlingen slutade hon på en andraplats trots att hon vid tre tillfällen under liveshowernas gång varit en av deltagarna som fått minst antal röster. Under liveshowernas gång lyckades dock sångerskan få med sig en allt större del av det brittiska folket vilket möjliggjorde hennes framgång i tävlingen. Värt att nämna är dessutom att sångerskan vann tävlingens liveshow vecka 8 och 9 samt under ena halvan av finalen. 
Saara Aalto deltog i Eurovision Song Contest 2018 med låten Monsters som hon skrivit tillsammans med Joy Deb och Linnea Deb. Hon gick vidare från semifinal 1 och blev 25:a av 26 bidrag i finalen. 
Saara Aalto är öppet lesbisk. Hon är förlovad med Meri Sopanen som också är hennes manager.. Saara gifte sig med Meri 2020.